# Ajania remotipinna
Ajania remotipinna là một loài thực vật có hoa trong họ Cúc. Loài này được (Hand.-Mazz.) Y.Ling & C.Shih mô tả khoa học đầu tiên năm 1980.